# Lo Tros del Castell

Lo Tros del Castell, respecte del terme d'Abella de la Conca

Lo Tros del Castell és un indret del terme municipal d'Abella de la Conca, a la comarca del Pallars Jussà, en territori de Bóixols.
Es tracta d'uns camps de conreu situats a l'esquerra del Rialb i a la dreta de la Rasa de Bóixols, al nord-oest del Molí del Plomall i al sud de Cal Plomall.

## Etimologia
El terme tros significa, en moltes contrades agrícoles catalanes, una terra de conreu situada més o menys lluny del lloc de residència dels seus propietaris o parcers, que té unes característiques que l'individualitzen dels altres camps de conreu propers (per exemple, aquesta mateixa propietat o dependència). La segona part del topònim, del Castell, indica una relació amb algun castell, probablement el de Bóixols.